# Yoeri Havik
Yoeri Havik (Zaandam, 19 de febrero de 1991) es un deportista neerlandés que compite en ciclismo en las modalidades de ruta y pista.
Ganó dos medallas de oro en el Campeonato Mundial de Ciclismo en Pista, en los años 2022 y 2023, y dos medallas en el Campeonato Europeo de Ciclismo en Pista, oro en 2021 y plata en 2019.
En los Juegos Europeos de Minsk 2019 obtuvo una medalla de plata en la prueba de madison. Participó en los Juegos Olímpicos de Tokio 2020, ocupando el quinto lugar en la misma prueba.

## Medallero internacional
| Campeonato Mundial | Campeonato Mundial       | Campeonato Mundial | Campeonato Mundial |
| Año                | Lugar                    | Medalla            | Competición        |
| ------------------ | ------------------------ | ------------------ | ------------------ |
| 2022               | Saint-Quentin (Francia)  | Medalla de oro     | Puntuación         |
| 2023               | Glasgow (Reino Unido)    | Medalla de oro     | Madison            |
| Juegos Europeos    |                          |                    |                    |
| Año                | Lugar                    | Medalla            | Competición        |
| 2019               | Minsk (Bielorrusia)      | Medalla de plata   | Madison            |
| Campeonato Europeo |                          |                    |                    |
| Año                | Lugar                    | Medalla            | Competición        |
| 2019               | Apeldoorn (Países Bajos) | Medalla de plata   | Madison            |
| 2021               | Grenchen (Suiza)         | Medalla de oro     | Madison            |

## Palmarés

### Pista
2011-2012
- 2.º en el Campeonato Europeo Madison sub-23 (haciendo pareja con Nick Stöpler)
- Seis Días de Tilburg (con Nick Stöpler)

2013-2014
- Campeonato de Países Bajos de Scratch

2014-2015
- Seis días de Ámsterdam (con Niki Terpstra)
- Campeonato de Países Bajos en Madison (con Dylan Van Baarle)

2015-2016
- Campeonato de Países Bajos en Madison (con Dylan Van Baarle)

2016-2017
- Seis días de Berlín (con Wim Stroetinga)

2017-2018
- Campeonato de Países Bajos de Puntuación
- Campeonato de Países Bajos en Madison (con Wim Stroetinga)
- Seis días de Berlín (con Wim Stroetinga)

2018-2019
- Campeonato de Países Bajos de Puntuación
- Campeonato de Países Bajos en Madison (con Wim Stroetinga)
- Seis días de Londres (con Wim Stroetinga)

### Ruta
2012
- 1 etapa del Tour de Normandía

2013
- ZLM Tour
- Himmerland Rundt

2014
- Antwerpse Havenpijl

2023
- 1 etapa del Tour de la Mirabelle